# Palo Mulato Viejo
Palo Mulato Viejo es una localidad del municipio de Huimanguillo ubicado en la subregión de la Chontalpa del estado mexicano de Tabasco.

## Geografía
La localidad de Palo Mulato Viejo se sitúa en las coordenadas geográficas 18°00′40″N 93°46′16″O / 18.011111, -93.771111, a una elevación de 6 metros sobre el nivel del mar.

## Demografía
Según el Conteo de Población y Vivienda 2020, efectuado por el Instituto Nacional de Estadística y Geografía, la localidad de Palo Mulato Viejo tiene 515 habitantes, de los cuales 240 son del sexo masculino y 275 del sexo femenino. Su tasa de fecundidad es de 2.86 hijos por mujer y tiene 134 viviendas particulares habitadas.
| Gráfica de evolución demográfica de Palo Mulato Viejo entre 2005 y 2020 |
|                                                                         |
| INEGI.                                                                  |